# Mussaenda rufinervia
Mussaenda rufinervia är en måreväxtart som beskrevs av Friedrich Anton Wilhelm Miquel. Mussaenda rufinervia ingår i släktet Mussaenda och familjen måreväxter. Inga underarter finns listade i Catalogue of Life.